# Ejisu Juaben (distrito)
Ejisu Juaben es un distrito de la región de Ashanti, Ghana. En 2021 tenía una población estimada de 180 723 habitantes.
Se encuentra ubicado en el centro-sur del país, cerca de la ciudad de Kumasi, del lago Bosumtwi y al oeste del lago Volta. 